# Chef de l'opposition officielle (Nouveau-Brunswick)
Le chef de l'opposition à l'Assemblée législative du Nouveau-Brunswick (Canada) est le titre traditionnellement tenu par un chef du plus grand parti qui n'est pas dans le gouvernement.
Le chef de l'opposition est souvent vu comme l'alternatif du Premier ministre du présent titulaire, et tient un gouvernement rival alternatif connu sous le Cabinet fantôme ou le premier siège de l'opposition.

## Liste des chefs de l'opposition officielle
Une opposition officielle uni et consistante a été formé pour la première fois lorsque A. G. Blair a formé le parti libéral à la fin des années 1870. Les oppositions précédentes s'organisaient à l'occasion pour des sujets majeurs tel que les anti-prohibitions conduit par John Hamilton Gray dans le milieu des années 1850 et les confédérationalistes sous Charles Fisher entre 1865 et 1866.
| | Nom                            | Parti                     | De   | À        |
| | Andrew G. Blair                | Libéral                   | 1879 | 1883     |
| | Daniel L. Hanington            | Conservateur              | 1883 | 1892     |
| | Alfred Augustus Stockton       | Conservateur              | 1892 | 1899     |
| | John Douglas Hazen             | Conservateur              | 1899 | 1908     |
| | Clifford W. Robinson           | Libéral                   | 1908 | 1912     |
| | Arthur Bliss Copp              | Libéral                   | 1912 | 1912     |
| | Louis-Auguste Dugal            | Libéral                   | 1912 | 1917     |
| | James Alexander Murray         | Conservateur              | 1917 | 1920     |
| | John B. M. Baxter              | Conservateur              | 1920 | 1921     |
| | Charles D. Richards            | Conservateur              | 1921 | 1925     |
| | Peter Veniot                   | Libéral                   | 1925 | 1926     |
| | Allison Dysart                 | Libéral                   | 1926 | 1935     |
| | Frederick Charles Squires (en) | Conservateur              | 1935 | 1939     |
| | Hugh H. Mackay                 | Progressiste-Conservateur | 1939 | 1948     |
| | Hugh John Flemming             | Progressiste-Conservateur | 1948 | 1952     |
| | Austin Claude Taylor           | Libéral                   | 1952 | 1957     |
| | Joseph E. Connolly             | Libéral                   | 1957 | 1958     |
| | Louis Robichaud                | Libérale                  | 1958 | 1960     |
| | Hugh John Flemming             | Progressiste-Conservateur | 1960 | 1960     |
| | Cyril Sherwood                 | Progressiste-Conservateur | 1960 | 1966     |
| | Charles Van Horne              | Progressiste-Conservateur | 1966 | 1967     |
| | Richard Hatfield               | Progressiste-Conservateur | 1967 | 1970     |
| | Louis Robichaud                | Libérale                  | 1970 | 1971     |
| | Robert J. Higgins (en)         | Libérale                  | 1971 | 1978     |
| | Joseph Daigle                  | Libérale                  | 1978 | 1981     |
| | Doug Young                     | Libérale                  | 1981 | 1983     |
| | Ray Frenette                   | Libérale                  | 1983 | 1985     |
| | Shirley Dysart                 | Libérale                  | 1985 | 1985     |
| | Frank McKenna                  | Libérale                  | 1985 | 1987     |
| Les Libéraux ont obtenu tous les sièges lors des élections de 1987 et de 1991, d'où l'absence d'Opposition officielle. |                                |                           |      |          |
| | Danny Cameron                  | Confédération des régions | 1991 | 1995     |
| | Ab Rector                      | Confédération des régions | 1995 | 1995     |
| | Greg Hargrove                  | Confédération des régions | 1995 | 1995     |
| | Bernard Valcourt               | Progressiste-Conservateur | 1995 | 1997     |
| | Elvy Robichaud                 | Progressiste-Conservateur | 1997 | 1998     |
| | Bernard Lord                   | Progressiste-Conservateur | 1998 | 1999     |
| | Camille Theriault              | Libérale                  | 1999 | 2001     |
| | Bernard Richard                | Libérale                  | 2001 | 2002     |
| | Shawn Graham                   | Libérale                  | 2002 | 2006     |
| | Bernard Lord                   | Progressiste-Conservateur | 2006 | 2007     |
| | Jeannot Volpé                  | Progressiste-Conservateur | 2007 | 2008     |
| | David Alward                   | Progressiste-Conservateur | 2008 | 2010     |
| | Victor Boudreau (intérim)      | Libérale                  | 2010 | 2013     |
| | Brian Gallant                  | Libérale                  | 2013 | 2014     |
| | Bruce Fitch                    | Progressiste-Conservateur | 2014 | 2016     |
| | Blaine Higgs                   | Progressiste-Conservateur | 2016 | 2018     |
| | Brian Gallant                  | Libérale                  | 2018 | 2019     |
| | Denis Landry                   | Libérale                  | 2019 | 2020     |
| | Roger Melanson                 | Libérale                  | 2020 | 2022     |
| | Rob McKee                      | Libérale                  | 2022 | 2023     |
| | Susan Holt                     | Libérale                  | 2023 | 2024     |
| | Glen Savoie                    | Progressiste-Conservateur | 2024 | en cours |